# Jan Pětr Jordan

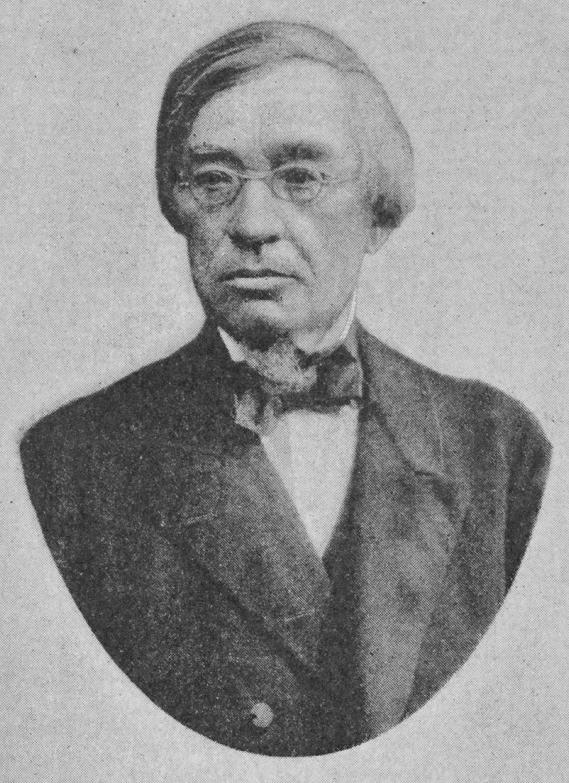
Jan Pětr Jordan

Jan Pětr Jordan (deutsch Johann Peter Jordan; * 15. Februar 1818 in Zischkowitz bei Budissin (Bautzen); † 20. Mai 1891 in Wien) war ein sorbischer Wissenschaftler, Philosoph und Publizist. Seine Pseudonyme waren Čěščanski (vom sorbischen Namen Čěškecy seines Geburtsortes abgeleitet) und Wićazec Pětr.

## Leben

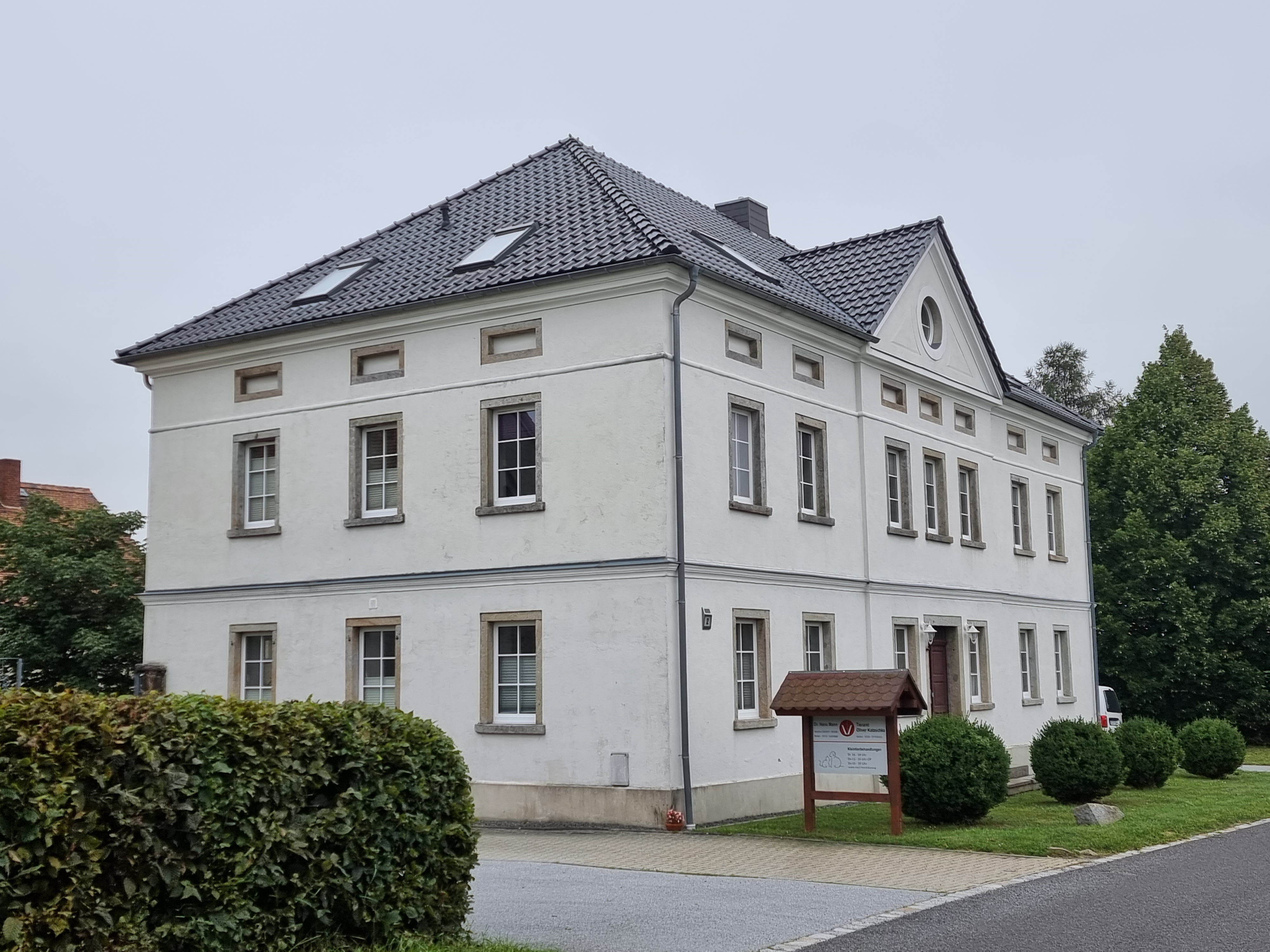
Geburtshaus in Zischkowitz

Jordan wuchs als Sohn eines evangelischen Bauern und seiner katholischen Frau in Zischkowitz (Haus Nr. 2) auf. Von 1831 bis 1837 besuchte er als Zögling des Wendischen Seminars das Kleinseitner Gymnasium in Prag, wo er im Anschluss an seine Schullaufbahn von 1837 bis 1838 Philosophie und Theologie und von 1838 bis 1840 Slawistik studierte. Dabei wurde er insbesondere von Václav Hanka gefördert. Bereits als Student veröffentlichte Jordan Artikel, die über die Sorben informierten, und widmete sich der russischen Literatur. Weiterhin beschäftigte er sich mit Sprachwissenschaft und veröffentlichte 1841 seine Grammatik der wendisch-serbischen Sprache in der Oberlausitz. Neben einer Sammlung von Volksliedern publizierte er 1842 für ein halbes Jahr die Zeitung Jutnička.
Wegen seiner fortschrittlichen und proslawischen Einstellung wurde er 1842 aus Prag ausgewiesen und zog nach Leipzig, wo er 1843 promoviert wurde. Dort wirkte er bis 1848 als Lektor für slawische Sprachen und Literaturen an der Universität Leipzig und gab die Jahrbücher für slawische Literatur, Kunst und Wissenschaft heraus, zunächst allein und ab 1848 zusammen mit Jan Arnošt Smoler. Im April 1848 kehrte er nach Prag zurück und arbeitete an der Vorbereitung zum Slawenkongress mit, u. a. als Herausgeber der Slavischen Centralblätter von April 1848 bis November 1849. Nach der gescheiterten Revolution von 1848/49 zog er sich aus der Politik zurück und betätigte sich in Prag als Unternehmer. 1859 wurde er zum Präsidenten der Prager Unternehmens- und Handelskammer gewählt, verließ die Stadt jedoch 1868 und zog zu seinem Sohn nach Wien, wo er 1891 starb.

## Positionen
Politisch stand Jordan im Vormärz auf den Positionen des slawischen liberalen Bürgertums, welche auch demokratisches und radikales Gedankengut verfolgten. Sein Ziel war es, die nationalen Bewegungen der slawischen Völker zu unterstützen; er hing dabei jedoch der Vorstellung an, die slawischen Sprachen und Völker vereinen zu können. Von 1847 bis 1850 war er Mitglied der Maćica Serbska, bevor er sie – hauptsächlich aufgrund persönlicher Differenzen mit Smoler – wieder verließ.

## Mitgliedschaften
Jan Pětr Jordan war Mitglied der Deutschen Morgenländischen Gesellschaft.

## Ehrungen und Auszeichnungen
In Bautzen ist eine Straße nach Jan Pětr Jordan benannt.